# Bundesstraße 2a
Pour les articles homonymes, voir Route 2A.
La Bundesstraße 2a était un projet de Bundesstraße dans le Land de Bavière.

## Histoire
Du milieu des années 1980 à 2004, le prolongement à deux voies de la Bundesstraße 2 prévu par la jonction en forme de trèfle de Roth de la Bundesautobahn 6 à l'est de Schwabach. Ce projet est fortement contesté au sein de la population, car l'itinéraire prévu aurait dû traverser la vallée de la Rednitz. Selon la Bind, la route aurait détruit un paysage naturel.
La mise en œuvre du plan d'expansion aurait entraîné un contournement de la ville de Schwabach. L'itinéraire irait au-delà de l'embranchement de Roth (près de Schwabach), conçu à l'époque en forme de trèfle, vers Limbach, Nuremberg-Katzwang et Nuremberg-Reichelsdorf sur la Frankenschnellweg (Kreisstraße N 4) qui a été déjà prévu pour cette connexion et de là via la jonction Nürnberg-Hafen (traversant la Südwesttangente) en direction du nord de l'A 73.
L'itinéraire était initialement désigné avec le nom A 751, plus tard A 77. Pour le distinguer de l'ancien tronçon, cet itinéraire prévu est désigné B 2a. En juillet 2004, le Bundestag et le Bundesrat décident du nouveau plan fédéral d'infrastructure de transport sans la B 2a. Par la suite, en septembre 2004, le gouvernement du Land bavarois classe la vallée de la Rednitz sur tout le tracé de la B 2a de l'A 6 jusqu'à Stein en tant que zone spéciale de conservation. Au cours de l'agrandissement à 6 voies de l'A 6, la jonction de Roth passe de la forme de trèfle à un triangle à la fin des années 2010, qui ne prévoit plus de connexion à la B 2a. L'itinéraire original de Schwabach par Rednitzhembach et Pfaffenhofen à Roth (zone urbaine) est maintenant classé en Staatsstraße 2409.